# Manuel António Pina
Pour les articles homonymes, voir Pina.
Manuel António Pina est un journaliste, écrivain et poète portugais, né à Sabugal le 18 novembre 1943 et mort le 19 octobre 2012 à Porto.

## Biographie
L'auteur est diplômé en droit a été journaliste au Jornal de Notícias  durant trois décennies. Il a été chroniqueur du Jornal de Notícias et de la revue Notícias Magazine.
Son œuvre est principalement poétique et de la littérature pour enfants. Il est également l'auteur de pièces de théâtre, de fictions et de chroniques. Certaines de ses œuvres ont été adaptées à la télévision et au cinéma.
Il est traduit en de nombreuses langues.

## Œuvres

### Poésie
En français
- Quelque chose comme ça de la même substance, [« Algo parecido com isto, da mesma substância », 1992], trad. de Isabel Violante, préf. de Eduardo Prado Coelho, Bordeaux, Éditions L'Escampette, 2002, 126 p.  (ISBN 978-2-914387-15-6)

En portugais
- 1989 : O caminho de casa
- 1991 : Um sítio onde pousar a cabeça
- 1992 : Algo parecido com isto, da mesma substância
- 1993 : Farewell happy fields
- 1994 : Cuidados intensivos
- 1999 : Nenhuma palavra, nenhuma lembrança
- 2001 : Atropelamento e fuga
- 2002 : Poesia reunida
- 2003 : Os livros
- 2008 : Gatos
- 2011 : Poesia, saudade da prosa
- 2011 : Como se desenha uma casa
- 2012 : Todas as palavras /Poesia reunida

### Littérature enfantine
- 1985 : A guerra do tabuleiro de xadrez
- 1993 : O tesouro
- 1995 : O meu rio é de ouro /Mi rio es de oro
- 1999 : Histórias que me contaste tu
- 2001 : Pequeno livro de desmatemática
- 2004 : O cavalinho de pau do Menino Jesus
- 2005 : História do Capuchinho Vermelho contada a crianças e nem por isso por Manuel António Pina segundo desenhos de Paula Rego

### Théâtre
- 1987 : O inventão
- 1998 : Aquilo que os olhos vêem, ou O Adamastor
- 2001 : A noite
- 2002 : Perguntem aos vossos gatos e aos vossos câes
- 2009 : História do sábio fechado na sua biblioteca

### Prose
- 1986 : Os piratas
- 1994 : O anacronista
- 2002 : Porto, modo de dizer
- 2003 : Os papéis de K.
- 2005 : Queres Bordalo?
- 2007 : Dito em voz alta
- 2010 : Por outras palavras e mais crónicas de jornal

## Récompenses
Il obtient le Prix Camões 2011. 